# Rigoberto Fontao Meza
Rigoberto Fontao Meza (Tape Ka'aty, 29 de diciembre de 1900-Asunción, 29 de diciembre de 1936) fue un poeta paraguayo; sus poesías enriquecieron la historia literaria paraguaya tanto en el idioma guaraní, como el castellano y el jopara.
Nació en el distrito Tape Ka'aty lugar ubicado en el Segundo Departamento de San Pedro, Paraguay, el 29 de diciembre de 1900, fueron sus progenitores, el señor Benjamín Fontao y la señora Marciana Meza.
Rigoberto Fontao Meza, falleció en Asunción el 29 de diciembre de 1936, en la misma fecha en que él debía de cumplir 36 años de edad, según el “Diccionario de la Música en el Paraguay“ de Luis Szarán.

## Trayectoria
Rigoberto Fontao Meza fue el autor de los versos de las primeras guaranías compuestas por José Asunción Flores. Fue el creador de obras como Arribeño Resay, Ka'aty y la primera versión de India.
Escribió las letras del El arriero, musicalizada posteriormente por Don Félix Pérez Cardozo.
Manuel Ortiz Guerrero compuso una nueva letra para India, que en el año 1944 fue declarada, por una Ley emanada del poder Ejecutivo, como la “Música Oficial Paraguaya”, al igual que la música Campamento Cerro León y Cerro Corá. El cambio de la letra de aquella obra provocó un distanciamiento entre José Asunción Flores y Fontao Meza.

## Sus Obras
- Mba'épa Nerohasé.
- Mutilados de guerra.
- El Arriero.
- Arribeño Resay.
- Ka'a Poty.
- Che resay.
- Nde Clavelkuemi.
- Poniente Ruguaicha.
- Congoja.
- Nda vy'airamoguare.
- Guerra tiempope guare.